# Góry Zarand

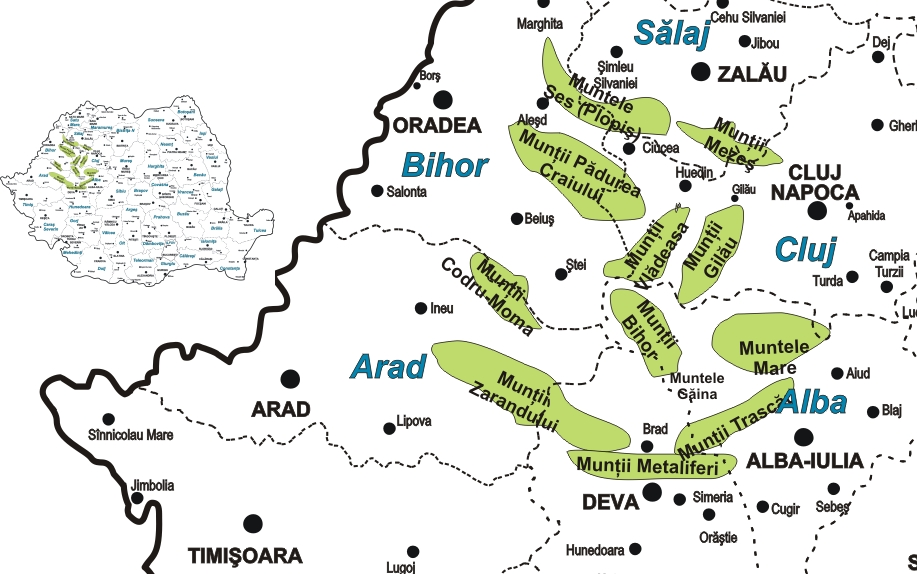
Główne pasma Gór Zachodniorumuńskich

Góry Zarand (542.21; węg. Hegyes-Drócsát) – góry w Rumunii (w Siedmiogrodzie). Należą do łańcucha Gór Maruszy w Górach Zachodniorumuńskich.
Góry Zarand są najdalej na zachód wysuniętym pasmem Gór Zachodniorumuńskich, wcinającym się w Nizinę Cisy. Stanowią długi, pojedynczy grzbiet o przebiegu równoleżnikowym. Od zachodu góry Zarand ostrym stopniem opadają w Równinę Kereszów. Od północy góry otacza kotlina Zarand, za którą leżą góry Codru. Wschodnia granica gór Zarand biegnie wzdłuż potoku Vața, przez przełęcz Tătăroaei i doliną potoku Almaș, za którymi leżą Rudawy Siedmiogrodzkie. Od południa granicą gór Zarand jest Bruzda Maruszy.
Najwyższym szczytem gór Zarand jest Văratecului (881 m n.p.m.). Góry Zarand zbudowane są z łupków krystalicznych.